# Fjällgrönesläktet
Fjällgrönesläktet (Diapensia) är ett växtsläkte i familjen fjällgröneväxter med 4 arter från Eurasien och Nordamerika. Arten fjällgröna (D. lapponica) förekommer naturligt i Sverige.